# Tummen mitt i handen
För talesättet, se lista över svenska idiomatiska uttryck.
Tummen mitt i handen (engelska: Home Improvement), även kallad En skruv lös på svenska, är en amerikansk sitcom-serie med Tim Allen och bland andra Richard Karn och Jonathan Taylor Thomas i huvudrollerna. Serien omfattar 8 säsonger med totalt 204 avsnitt, vardera omkring 23 minuter långa, som producerades av Touchstone Television mellan den 17 september 1991 och 25 maj 1999. På svenska är serien visad på TV3, Disney Channel och Kanal 9. Bakom serien stod Matt Williams, Carmen Finestra och David MacFadzean.
Under 1990-talet var det en av de mest sedda situationskomedierna på den amerikanska marknaden (serien totalt rankad som plats fem i Nielsen ratings under 1990-talet) och har vunnit flera utmärkelser. Serien lanserade Tim Allens skådespelarkarriär, och blev även ett sådant avstamp för Pamela Anderson som medverkade i två säsonger.
Serien visar olika hemrenoveringsmoment kombinerat med mycket humor och känslor, samtidigt som den handlar om ett vardagligt familjeliv i sällskap av släkt och vänner.
I slutet på många avsnitt visas de tabbar/bloopers som blev under inspelning, vilket har mycket att göra med att teamet exempelvis inte gav ut intervjuer och kommentarer som bonusmaterial på sina produkter.

## Handling
Serien kretsar kring familjen Taylor som består av maken Tim (Tim "the Tool Man" Taylor), hustrun Jill samt sönerna Brad, Randy och Mark. Familjen är bosatt i en förort till Detroit. Övriga huvudfigurer inkluderar Tims arbetskollega Al Borland, familjen Taylors granne Wilson samt "verktygsflickorna" Heidi Keppert och Lisa (som assisterade Tim i Tool Time).

### Familjen Taylor
Tim är en stereotyp amerikansk man kring 40-årsåldern som älskar att bygga, renovera och effektivisera saker – till exempel under de första säsongerna i serien bygger han en egen Hot Rod i sitt garage. Han är allmänt intresserad av bilar, motorer, sport (speciellt lokala Detroit-lag såsom i exempelvis amerikansk fotboll, ishockey och basket) och inte minst högeffektiva elektriska verktyg. Som TV-programledare för Tool Time (modell "Äntligen hemma") är han på så sätt försäljare till det fiktiva verktygsföretaget Binford Tool Company. Han är en kaxig mansgris och en olycksdrabbad besserwisser. Han gillar att dra kvicka skämt, vilka ibland blir provokativa, och grymtar signifikativt när han blir exalterad.
Jill är Tims pedantiska hustru med passion för exempelvis opera och dans. I början av serien jobbar hon som artikelskrivare för en tidning, i mitten av serien utbildar hon sig och blir familjeterapeut, däremellan har hon varit arbetslös. Jill får ta på sig det mesta av familjens hushåll, dock enligt sina fyra hannar i huset är hon ingen fena på att laga mat.
Äldste sonen Brad (Bradley), den populäre och atletiske, är ofta den rörliga faktorn som dessvärre handlar först och tänker sen vilket gör att han regelbundet hamnar i trubbel. Mellersta sonen Randy, ett år yngre än Brad, är en snabbtänkt och smart lustigkurre. Han har mer sunt förnuft än Brad men är trots det inte alls immun mot problem. Under barndomen visade Brad och Randy ständigt hårda tag mot sin yngste bror Mark, fyra år yngre än Randy, samtidigt som Brad och Randy även hetsar varandra (särskilt i de fyra första säsongerna). Mark växte upp som en "mammas pojke", men förändrades avsevärt när han kom i tonåren (från sjätte säsongen) utstött och kom in i en passion för svart där han bland annat börjar klä sig i svart. Under tiden blev Brad intresserad av bilar och fotboll. Randy går då med i en dramaklubb i skolan, och senare skoltidningen, tills han i den åttonde säsongen lämnar hemmet för Costa Rica.

### Tool Time
Varje avsnitt innehåller Tims egna hemförbättringsprogram, Tool Time. I värdskapet för programmet står också Tims blida assistent, Al Borland, med viss assistans av en "verktygsflicka" (först Lisa, senare från tredje säsongen Heidi) vars främsta uppgift är att presentera paret i programstarten inför studiopubliken med "Vet alla vilken tid det är?" – vilket publiken utbristande besvarar med "Verktygsdags!" (Tool Time). Verktygsflickan har också i uppdrag att under programmets gång servera verktygen och annat material till Tim och Al.
Något som Tool Time visat sig vara, utöver en utmärkt försäljare av Binford Tool Company och TV-personlighet, är olycksriskerna vilket Tim Taylor är som en hantlangare; orsakar ofta omfattande katastrofer i och utanför programmet vilket ställer till förskräckelse hos hans familj och medarbetare. Många Tool Time-tittare antar att olyckorna på Tool Time sker med avsikt, att praktiskt visa konsekvenserna vid felaktig användning av verktygen, när olyckorna i själva verket sker på Tims eget naturliga "tummen mitt i handen"-vis då hans främsta mantra är "Mer kraft!" till de högeffektiva verktygen. (Ofta händer det att han, både i Tool Time och hemmet, själv trimmar apparaterna rejält.) Några exempel på de olyckor som sker är ett antal elstötar, höga fall, fönsterkross och det något unika att fastna med pannan mot en träbordsskiva med "mirakelstarkt" lim.
Tool Time får i varje episod även besök av gäster, emellanåt för att visa specifikt verktyg/material, och för det mesta spelar gästerna sig själva. Några medverkande gäster är boxaren George Foreman (säsong 1 episod 19), politikern (USA:s före detta president) Jimmy Carter (säsong 3 episod 18), och ett par återkommande besök av hemfixeringsprogramvärden Bob Vila (som Tim Taylor ser som konkurrent och ärkefiende, men för Al snarare är en idol).

### Bandet mellan Tim och Al
Mellan Tim och Al råder en manlig vänskap, även om det bitvis är spänt och problematiskt.
Al Borland är reserverad fast han har mycket mer kunskap, skicklighet, publikpopularitet och sunt förnuft än Tim. Als typiska slagord, som ett motstånd mot Tims okloka idéer eller skämtsamma frågor, är "Jag tror inte det, Tim". Han kommer också med många ordlekar, ofta fnittrar eller fnyser han när ett skämt görs på Tims bekostnad. Al bär bördan av Tims flesta skämt och ständiga nedsättningar. Vid flera tillfällen i första säsongen när Tim gör en anmärkning sannolikt att sätta upp några Tool Time-tittare, tar Al på något sarkastiskt vis fram en stor skylt med Tims kontaktuppgifter till programmet för de tittare som skulle vilja skriva till Tim och klaga.
Al blir ofta hånad av Tim på grund av sitt skägg, sin vikt, intetsägande personlighet (i Tims ögon), humor, sin högdragna överviktiga mor och sin klädsmak åt flanellskjortor. Al är en medelålders ensamboende man som mer eller mindre desperat försöker hitta den rätta kvinnan i livet och bilda familj (han vill inte sluta som sin far, som var nästan 60 år när Al föddes, där Al matade duvor med sin far i parken medan han fick se på när hans jämnåriga kompisar kunde spela boll med sina fäder), trots att han kan vara en kvinnoexpert som vet hur kvinnor gör och tänker. Detta gör honom känslig vilket Tim utnyttjar då han samtidigt anser Al är löjlig som kan ha lätt att falla i tårar eller gör något annat typiskt "omanligt". När Tim i de tre första säsongerna presenterar sig och Al på Tool Time lägger han alltid in ett skämtsamt mellannamn på Al.
Tim använder vanligen Tool Time till att även ventilera sina personliga problem, vilket Al ofta blir irriterad över eftersom Tim ofta stöter bort Al när just Al försöker prata om sina problem inför Tim. I slutet av episoderna brukar dock de båda respektera varandra igen.
I säsong fyra visas en tillbakablick till premiären av Tool Time, som föreställer flera år innan själva huvudseriens början, där Tim har ett helskägg (som Al vanligen har) och introducerar Al som enda gången i serien visar sig slätrakad.

### Bandet mellan Tim och Wilson
Tim och Wilson är närmaste grannar och mycket goda vänner, vilket ger en genuin tillit till varandra. Wilson är en unikt vis man ensamboende som under hela serien håller sitt ansikte dolt för seriens tittare, ansiktet visas ej helt (oftast bara max från håret till näsan eller bara munnen) utan istället oftast göms bakom sitt höga staket tomterna emellan eller de föremål han bär.
Varje gång Tim skruvar upp sitt vardagsliv då något bekymrar honom går han till Wilson för rådgvning. Wilson verkar alltid ha svaren, ofta med av en filosofisk och/eller historisk offert för att göra sina nära klokare. När Tim dock går vidare till Jill eller inför Tool Time-tittarna för att upprepa vad Wilson sagt blir det oftast helt felciterat med exempelvis långa ordfel, fel ordning, fel namn, fel plats eller annat.

## Rollista (i urval)
| Tim Allen              | – Tim (Timothy) "the Tool Man" Taylor |
| Patricia Richardson    | – Jill Taylor                         |
| Zachery Ty Bryan       | – Brad (Bradley) Taylor               |
| Jonathan Taylor Thomas | – Randy Taylor                        |
| Taran Noah Smith       | – Mark Taylor                         |
| Richard Karn           | – Al (Albert) Borland                 |
| Earl Hindman           | – Wilson (Wilson Wilson Jr.)          |
| Debbe Dunning          | – Heidi Keppert                       |
| Pamela Anderson        | – Lisa                                |

## Produktion
Ursprungligen när idén till serien kom sommaren 1990 var projektets föreslagna titel Hammer Time, både en lek på slagord som gjorts populära av artisten MC Hammer och namnet på den fiktiva fixningsserien som också kallades Hammer Time. När ABC engagerade sig i projektet i början av 1991, hade Tim Allen och hans team redan ändrat titeln till Home Improvement med rollfiguren Tim Taylor som värd i manuskripet för Home Improvement, men det kallades fortfarande Hammer Time när pilotavsnittet med Frances Fisher filmades i april 1991. Det hastiga namnbytet berodde på att serien skulle representera aspekten av fastställande problem inom familjen och hemliv, samt användning av mekanik och verktyg. När den andra fasen av pilotepisoden producerades, med alla de aktörer som medverkade till sista tagningen (inklusive Patricia Richardson), blev Tim Taylors program Hammer Time till Tool Time.

### Roll- och medlemsförändringar
Det första filmade avsnittet producerades i april 1991, då rollfiguren Jill Taylor spelades av Frances Fisher. Fisher, främst känd i USA som en dramateaterskådespelerska, var väl kvalificerad för huvudrollen, men sågs av studiopubliken inte som komisk nog utan framstod snarare som alltför allvarlig i sin replikuppsättning. Producenterna försökte arbeta med Fisher om att anpassa sig till den situationskomiska inställning som krävdes, men strax efter pilotavsnittets lindande efterproduktion beslöt de att omarbeta henne.
Innan pilotavsnittet släpptes var skådespelaren John Bedford-Lloyd påtänkt för en av två roller, som Tim Taylors arbetskollega/assistent (som ursprungligen fick namnet Glen) och som Wilson. Bedford-Lloyd fick så småningom en del av Wilson, men hans agent gjorde senare gällande att skådespelaren var omedveten om att de flesta av hans scener skulle krävas att delvis hålla ansiktet gömt bakom ett staket. Av denna anledning fick besättningen nyheten bara en dag före bandning av pilotavsnittet att Bedford-Lloyd hade hoppat av. Teamet kontaktade omedelbart den andra aktören i fråga för rollen, Earl Hindman.
Stephen Tobolowsky var intagen att spela Tool Time-assistenten Glen, men han var mitt i en filmproduktion vid tiden då pilotavsnittet skulle släppas. Därför bestämde sig producenterna för att ta in en alternativ rollfigur som skulle stå som Tims assistent i pilotavsnittet eller för hur många episoder som krävdes innan Tobolowsky fanns tillgänglig. Teamet provspelade Richard Karn på avdelningen, som skulle vara hans första stora framträdande i en sitcomserie, vilket rollfiguren Al Borland skapades därifrån. Efter de första avsnitten avslutades med Patricia Richardson som Jill, var Tobolowsky fortfarande uppbunden med andra åtaganden, och Karn fann sig i sin roll permanent när Tobolowsky bestämde han inte skulle få någon tid att göra en serie – således kom rollfiguren Glen aldrig till.
Under de första två åren av serien medverkade Pamela Anderson som Tim Taylors "verktygsflicka" Lisa. Eftersom det var en mycket liten roll, som inte förekom i varje avsnitt, blev hon frustrerad över detta och fick istället en roll i Baywatch. Dock gjorde hon en kort återkomst i serien som Lisa, en nybliven ambulanssköterska, i ett avsnitt i sjätte säsongen. Istället skapades en ny rollfigur, Heidi (Debbe Dunning), som ersatte rollfiguren Lisa och gjorde entré i tredje säsongens första avsnitt.
I mitten av den åttonde säsongen lämnade rollfiguren sonen Randy hemmet för Costa Rica, med anledning av att Jonathan Taylor Thomas enligt uppgift ville ta ledigt för att fokusera på studier. Han återvände sedan aldrig till serien (förutom ett medverkande som gästskådespelare i åttonde säsongens julepisod), utan visas bara i arkiverade bilder, han medverkade istället i filmen Speedway Junky den sommaren.